# أرنولد كراويسفايك
ارنولد كراويسفايك (بالهولندية: Arnold Kruiswijk)‏ (2 نوفمبر 1984 خرونينغن هولندا - ) هو لاعب كرة قدم هولندي، يلعب كمدافع.

## روابط خارجية
- ارنولد كراويسفايك على موقع إي إس بي إن إف سي (الإنجليزية)
- ارنولد كراويسفايك على موقع قاعدة بيانات كرة القدم.إي يو (الإنجليزية)
- ارنولد كراويسفايك على موقع Soccerway.com (الإنجليزية)
- ارنولد كراويسفايك على موقع عالم كرة القدم.نت (الإنجليزية)